# Svenska mästerskapen i långbanesimning 2023
Svenska mästerskapen i långbanesimning 2023 ägde rum mellan den 28 juni och 2 juli 2023 på Navet i Umeå. Det var första gången Umeå arrangerade SM.
Mästerskapet arrangerades som en del av SM-veckan 2023. JSM och Para-SM arrangerades samtidigt som en del av mästerskapet.

## Medaljsummering

### Damer
| Gren            | Guld | Guld     | Silver | Silver   | Brons | Brons    |
| 50 m frisim     | Sofia Åstedt SK Elfsborg                                                                                         | 25,90    | Elvira Mörtstrand Västerås Simsällskap                                                                                           | 26,29    | Emelie Fast Södertörns SS | 26,37    |
| 100 m frisim    | Sofia Åstedt SK Elfsborg                                                                                         | 56,01    | Elvira Mörtstrand Västerås Simsällskap                                                                                           | 56,14    | Hanna Bergman SK Poseidon | 57,47    |
| 200 m frisim    | Sofia Åstedt SK Elfsborg                                                                                         | 2.02,85  | Elvira Mörtstrand Västerås Simsällskap                                                                                           | 2.03,44  | Hanna Bergman SK Poseidon | 2.03,45  |
| 400 m frisim    | Emma Magnusson Linköpings Allmänna Simsällskap                                                                   | 4.20,99  | Hanna Bergman SK Poseidon | 4.22,36  | Christine Ekman SK Neptun | 4.29,96  |
| 800 m frisim    | Emma Magnusson Linköpings Allmänna Simsällskap                                                                   | 9.11,07  | Christine Ekman SK Neptun | 9.16,04  | Esther Rydbeck Nordén Täby Sim | 9.17,77  |
| 1 500 m frisim  | Emma Magnusson Linköpings Allmänna Simsällskap                                                                   | 17.35,36 | Sofia Bang Stockholms KK | 17.38,86 | Felicia Östlund Skuru IK | 17.50,31 |
|                 | |          | |          | |          |
| 50 m ryggsim    | Trine Forss Jönköpings SS                                                                                        | 29,29    | Ida Liljeqvist Helsingborgs Simsällskap                                                                                          | 29,70    | Alice Velden Solna Sundbyberg SS 04                                                                                                   | 29,71    |
| 100 m ryggsim   | Trine Forss Jönköpings SS                                                                                        | 1.03,22  | Elise Öberg Njurunda Simsällskap                                                                                                 | 1.04,02  | Vilma Oura SK Neptun | 1.04,62  |
| 200 m ryggsim   | Elise Öberg Njurunda Simsällskap                                                                                 | 2.17,94  | Linnea Gipperth Spårvägen Simförening                                                                                            | 2.19,65  | Annie Hegmegi Jönköpings SS | 2.20,27  |
|                 | |          | |          | |          |
| 50 m bröstsim   | Emelie Fast Södertörns SS                                                                                        | 31,75    | Klara Thormalm Jönköpings SS | 31,82    | Hannah Brunzell Västerås SimsällskapHanna Bergman SK Poseidon                                                                         | 32,45    |
| 100 m bröstsim  | Klara Thormalm Jönköpings SS                                                                                     | 1.10,42  | Hanna Bergman SK Poseidon | 1.10,51  | Moa Bergdahl SK LaxenEmelie Fast Södertörns SS                                                                                        | 1.10,56  |
| 200 m bröstsim  | Julia Månsson Örebro Simallians                                                                                  | 2.29,77  | Klara Thormalm Jönköpings SS | 2.33,26  | Elsa Bergh Njurunda Simsällskap | 2.35,15  |
|                 | |          | |          | |          |
| 50 m fjärilsim  | Ida Liljeqvist Helsingborgs Simsällskap                                                                          | 26,70    | Alice Velden Solna Sundbyberg SS 04                                                                                              | 27,26    | Edith Jernstedt Västerås Simsällskap                                                                                                  | 27,52    |
| 100 m fjärilsim | Edith Jernstedt Västerås Simsällskap                                                                             | 1.00,69  | Wilma Johansson Jönköpings SS | 1.01,59  | Ida Liljeqvist Helsingborgs Simsällskap                                                                                               | 1.01,85  |
| 200 m fjärilsim | Kiira Mauranen SK Neptun                                                                                         | 2.16,70  | Wilma Johansson Jönköpings SS | 2.17,70  | Edith Jernstedt Västerås Simsällskap                                                                                                  | 2.17,94  |
|                 | |          | |          | |          |
| 200 m medley    | Hanna Bergman SK Poseidon                                                                                        | 2.16,14  | Edith Jernstedt Västerås Simsällskap                                                                                             | 2.20,27  | Tea Winblad Malmö Kappsimningsklubb                                                                                                   | 2.21,10  |
| 400 m medley    | Tea Winblad Malmö Kappsimningsklubb                                                                              | 4.58,02  | Christine Ekman SK Neptun | 5.00,93  | Linnea Gipperth Spårvägen Simförening                                                                                                 | 5.06,54  |
|                 | |          | |          | |          |
| 4×100 m frisim  | Jönköpings SS Klara Thormalm (56,91) Trine Forss (59,44) Wilma Johansson (58,07) Annie Hegmegi (58,17)           | 3.52,59  | Linköpings Allmänna Simsällskap Emma Magnusson (58,09) Sofia Henell (57,86) Althaea Süsskind (1.00,67) Miranda Arvidsson (58,58) | 3.55,20  | SK Poseidon Elin Melin (59,81) Boel Bergquist (59,29) Hanna Bergman (56,20) Ella Gutenwik (1.00,11)                                   | 3.55,41  |
| 4×200 m frisim  | Jönköpings SS Wilma Johansson (2.05,87) Moa Holmquist (2.06,58) Annie Hegmegi (2.05,81) Klara Thormalm (2.06,85) | 8.25,11  | SK Neptun Felicia Klintemar (2.07,43) Vilma Oura (2.07,03) Christine Ekman (2.08,75) Josefin Lindkvist (2.11,75)                 | 8.34,96  | Linköpings Allmänna Simsällskap Emma Magnusson (2.05,19) Sofia Henell (2.08,70) Miranda Arvidsson (2.09,79) Julia Arildsson (2.12,65) | 8.36,33  |
| 4×100 m medley  | Jönköpings SS Trine Forss (1.04,12) Klara Thormalm (1.09,95) Wilma Johansson (1.01,82) Annie Hegmegi (58,32)     | 4.14,21  | SK Neptun Vilma Oura (1.04,33) Alice Stenbeck (1.13,51) Kiira Mauranen (1.03,12) Felicia Klintemar (57,96)                       | 4.18,92  | Helsingborgs Simsällskap Emilia Rönningdal (1.06,02) Telma Maltesjö (1.13,91) Ida Liljeqvist (1.01,03) Vega Vollmer (58,68)           | 4.19,64  |

### Herrar
| Gren            | Guld | Guld     | Silver | Silver   | Brons | Brons    |
| 50 m frisim     | Elias Persson Malmö Kappsimningsklubb                                                                                       | 22,57    | Isak Eliasson Spårvägen Simförening                                                                                    | 22,90    | Jacob Danielsson Stockholmspolisens IF                                                                             | 23,11    |
| 100 m frisim    | Elias Persson Malmö Kappsimningsklubb                                                                                       | 49,73    | Olle Sköld SK Neptun                                                                                                   | 50,54    | Marcus Holmquist Jönköpings SS                                                                                     | 51,12    |
| 200 m frisim    | Victor Johansson Jönköpings SS                                                                                              | 1.52,32  | Marcus Holmquist Jönköpings SS                                                                                         | 1.52,57  | Samuel Törnqvist Spårvägen Simförening                                                                             | 1.52,72  |
| 400 m frisim    | Victor Johansson Jönköpings SS                                                                                              | 4.01,14  | Rasmus Hanson Spårvägen Simförening                                                                                    | 4.04,02  | Ted Nilsson Landskrona Simsällskap                                                                                 | 4.05,90  |
| 800 m frisim    | Victor Johansson Jönköpings SS                                                                                              | 8.19,87  | Axel Gustavsson Lidingö Simklubb                                                                                       | 8.30,08  | Jonatan Eriksson Stockholms KK                                                                                     | 8.35,16  |
| 1 500 m frisim  | Victor Johansson Jönköpings SS                                                                                              | 16.03,97 | Jonatan Eriksson Stockholms KK                                                                                         | 16.30,96 | Anton Jansson SK Poseidon                                                                                          | 16.32,02 |
|                 | |          | |          | |          |
| 50 m ryggsim    | Samuel Törnqvist Spårvägen Simförening                                                                                      | 26,29    | Olle Sköld SK Neptun                                                                                                   | 26,48    | Gustav Henriksen Spårvägen Simförening                                                                             | 26,80    |
| 100 m ryggsim   | Samuel Törnqvist Spårvägen Simförening                                                                                      | 56,39    | Gustav Henriksen Spårvägen Simförening                                                                                 | 57,36    | Jonatan Carlsson Varbergs Sim                                                                                      | 57,80    |
| 200 m ryggsim   | William Lulek SK Neptun | 2.04,12  | Samuel Törnqvist Spårvägen Simförening                                                                                 | 2.04,47  | Gustav Henriksen Spårvägen Simförening                                                                             | 2.06,15  |
|                 | |          | |          | |          |
| 50 m bröstsim   | Emil Hassling Landskrona Simsällskap                                                                                        | 28,52    | Erik Kähr Solna Sundbyberg SS 04                                                                                       | 28,54    | Daniel Räisänen Täby Sim                                                                                           | 28,57    |
| 100 m bröstsim  | Daniel Räisänen Täby Sim | 1.02,71  | Julius Gustavsson Täby Sim                                                                                             | 1.04,22  | August Mathisen Helsingborgs Simsällskap                                                                           | 1.04,33  |
| 200 m bröstsim  | William Lulek SK Neptun | 2.18,10  | Julius Gustavsson Täby Sim                                                                                             | 2.20,35  | Marcus Nykvist Järfälla Simsällskap                                                                                | 2.20,84  |
|                 | |          | |          | |          |
| 50 m fjärilsim  | Albin Lövgren Jönköpings SS                                                                                                 | 24,19    | Jacob Danielsson Stockholmspolisens IF                                                                                 | 24,34    | Jens Christiansen SK Sydsim                                                                                        | 24,39    |
| 100 m fjärilsim | Oskar Hoff Landskrona Simsällskap                                                                                           | 53,29    | Linus Kahl Landskrona Simsällskap                                                                                      | 53,44    | Albin Lövgren Jönköpings SS                                                                                        | 53,87    |
| 200 m fjärilsim | Victor Klingeryd Jalamo Helsingborgs Simsällskap                                                                            | 2.02,60  | Gustav Olsson Malmö Kappsimningsklubb                                                                                  | 2.03,63  | Felix Jedbratt Mölndals allmänna simsällskap                                                                       | 2.03,82  |
|                 | |          | |          | |          |
| 200 m medley    | William Lulek SK Neptun | 2.02,44  | Emil Hassling Landskrona Simsällskap                                                                                   | 2.03,29  | Samuel Törnqvist Spårvägen Simförening                                                                             | 2.04,26  |
| 400 m medley    | William Lulek SK Neptun | 4.23,43  | Joel Hambraeus Danderyd Simklubb                                                                                       | 4.35,94  | Christopher Jedel Mölndals allmänna simsällskap                                                                    | 4.36,17  |
|                 | |          | |          | |          |
| 4×100 m frisim  | Spårvägen Simförening Rasmus Hanson (51,61) Jonathan Kling (51,17) Samuel Törnqvist (51,08) Isak Eliasson (49,56)           | 3.23,42  | Malmö Kappsimningsklubb Emil Svensson (51,77) Elias Persson (49,71) Gustav Olsson (51,65) Isaac Barrett (52,39)        | 3.25,52  | Landskrona Simsällskap Emil Hassling (51,36) Linus Kahl (51,31) Ted Nilsson (53,20) Oskar Hoff (51,38)             | 3.27,25  |
| 4×200 m frisim  | Spårvägen Simförening Rasmus Hanson (1.53,19) Gustav Henriksen (1.55,16) Adam Karlsson (1.54,37) Samuel Törnqvist (1.52,94) | 7.35,66  | Jönköpings SS Marcus Holmquist (1.53,11) Victor Johansson (1.52,44) Albin Lövgren (1.54,16) Erik Mulikov (1.58,30)     | 7.38,01  | Landskrona Simsällskap Emil Hassling (1.54,48) Linus Kahl (1.54,71) Lucas Lindblom (1.59,13) Ted Nilsson (1.55,09) | 7.43,41  |
| 4×100 m medley  | Landskrona Simsällskap Christoffer Dellhede (59,49) Emil Hassling (1.01,61) Oskar Hoff (53,49) Linus Kahl (50,98)           | 3.45,57  | Spårvägen Simförening Gustav Henriksen (57,59) Samuel Törnqvist (1.04,05) Jonathan Kling (55,74) Isak Eliasson (49,60) | 3.46,98  | SK Neptun William Lulek (58,18) Hjalmar Mueller (1.03,98) Carl Wennerholm (55,79) Olle Sköld (50,18)               | 3.48,13  |

### Mix
| Gren           | Guld | Guld    | Silver | Silver  | Brons | Brons   |
| 4×100 m frisim | Jönköpings SS Albin Lövgren (51,59) Marcus Holmquist (50,08) Klara Thormalm (56,59) Wilma Johansson (57,70) | 3.35,96 | Malmö Kappsimningsklubb Elias Persson (49,97) Gustav Olsson (51,83) Kristina Orban (57,27) Alicia Ekelund (58,75)           | 3.37,82 | SK Neptun Olle Sköld (51,26) William Lulek (52,31) Vilma Oura (57,68) Felicia Klintemar (57,28)                     | 3.38,53 |
| 4×100 m medley | Jönköpings SS Trine Forss (1.03,93) Klara Thormalm (1.10,85) Albin Lövgren (52,67) Marcus Holmquist (49,96) | 3.57,41 | Västerås Simsällskap Lucas Sterling (58,64) Gustav Ulfvebrand (1.05,26) Edith Jernstedt (1.00,03) Elvira Mörtstrand (55,84) | 3.59,77 | Landskrona Simsällskap Emelie Ek-Wärn (1.08,20) Emil Hassling (1.02,20) Oskar Hoff (53,12) Elin Johannesson (58,68) | 4.02,20 |

## JSM

### Damer
| Gren            | Guld | Guld     | Silver | Silver   | Brons | Brons    |
| 50 m frisim     | Emelie Fast Södertörns SS | 26,35    | Maxine Egner Väsby Simsällskap                                                                                     | 26,56    | Kristina Orban Malmö Kappsimningsklubb                                                                                 | 26,76    |
| 100 m frisim    | Kristina Orban Malmö Kappsimningsklubb                                                                                           | 57,56    | Felicia Klintemar SK Neptun                                                                                        | 57,77    | Maxine Egner Väsby Simsällskap                                                                                         | 58,17    |
| 200 m frisim    | Kristina Orban Malmö Kappsimningsklubb                                                                                           | 2.07,18  | Moa Holmquist Jönköpings SS                                                                                        | 2.07,44  | Thea Brünjes Sjöbo Simsällskap                                                                                         | 2.09,45  |
| 400 m frisim    | Kristina Orban Malmö Kappsimningsklubb                                                                                           | 4.29,39  | Moa Holmquist Jönköpings SS                                                                                        | 4.29,60  | Nina Gustavsson Växjö Simsällskap                                                                                      | 4.32,53  |
| 800 m frisim    | Moa Holmquist Jönköpings SS | 9.18,58  | Sofia Bang Stockholms KK                                                                                           | 9.20,03  | Nina Gustavsson Växjö Simsällskap                                                                                      | 9.23,31  |
| 1 500 m frisim  | Sofia Bang Stockholms KK | 17.38,86 | Moa Holmquist Jönköpings SS                                                                                        | 17.59,67 | Nina Gustavsson Växjö Simsällskap                                                                                      | 18.06,65 |
|                 | |          | |          | |          |
| 50 m ryggsim    | Alice Velden Solna Sundbyberg SS 04                                                                                              | 29,66    | Emelie Fast Södertörns SS                                                                                          | 30,14    | Isabella Nilsson SK Poseidon                                                                                           | 30,26    |
| 100 m ryggsim   | Alice Velden Solna Sundbyberg SS 04                                                                                              | 1.05,78  | Isabella Nilsson SK Poseidon                                                                                       | 1.05,97  | Lina Nielsen Uddevalla Sim                                                                                             | 1.06,38  |
| 200 m ryggsim   | Tea Winblad Malmö Kappsimningsklubb                                                                                              | 2.22,02  | Isabella Nilsson SK Poseidon                                                                                       | 2.23,86  | Lina Nielsen Uddevalla Sim                                                                                             | 2.24,58  |
|                 | |          | |          | |          |
| 50 m bröstsim   | Emelie Fast Södertörns SS | 31,93    | Lina Dahlgren SK Laxen                                                                                             | 32,63    | Tea Winblad Malmö Kappsimningsklubb                                                                                    | 32,82    |
| 100 m bröstsim  | Emelie Fast Södertörns SS | 1.10,48  | Tea Winblad Malmö Kappsimningsklubb                                                                                | 1.11,72  | Lina Dahlgren SK Laxen                                                                                                 | 1.13,01  |
| 200 m bröstsim  | Tea Winblad Malmö Kappsimningsklubb                                                                                              | 2.39,02  | Klara Lindqvist Luleå Simsällskap                                                                                  | 2.39,35  | Malva Eriksson SK Neptun                                                                                               | 2.39,57  |
|                 | |          | |          | |          |
| 50 m fjärilsim  | Alice Velden Solna Sundbyberg SS 04                                                                                              | 27,40    | Emelie Fast Södertörns SS                                                                                          | 27,46    | Mathilda Sandberg Täby Sim                                                                                             | 27,85    |
| 100 m fjärilsim | Felicia Klintemar SK Neptun | 1.03,33  | Alice Velden Solna Sundbyberg SS 04                                                                                | 1.03,97  | Tea Winblad Malmö Kappsimningsklubb                                                                                    | 1.04,15  |
| 200 m fjärilsim | Tea Winblad Malmö Kappsimningsklubb                                                                                              | 2.20,97  | Ida Rudelius Jönköpings SS                                                                                         | 2.25,38  | Elise Käck Vansbro AIK                                                                                                 | 2.27,10  |
|                 | |          | |          | |          |
| 200 m medley    | Tea Winblad Malmö Kappsimningsklubb                                                                                              | 2.20,90  | Valeriia Khatsarevych SK Laxen                                                                                     | 2.24,87  | Elvira Lönnberg Flores Stockholms KK                                                                                   | 2.26,01  |
| 400 m medley    | Tea Winblad Malmö Kappsimningsklubb                                                                                              | 4.58,39  | Lina Nielsen Uddevalla Sim                                                                                         | 5.10,65  | Linnea Lindberg Karlstads Simsällskap                                                                                  | 5.11,19  |
|                 | |          | |          | |          |
| 4×100 m frisim  | Helsingborgs Simsällskap Vega Vollmer (58,88) Tyra Littorin (59,56) Cajsa Wöhl (59,13) Kerstin Cederlund (1.00,23)               | 3.57,80  | Malmö Kappsimningsklubb Kristina Orban (58,49) Lava Piuva (1.00,77) Alicia Ekelund (1.00,56) Tea Winblad (1.00,26) | 4.00,08  | Täby Sim Mathilda Sandberg (1.00,78) Filippa Bolling (1.00,88) Ella Thermaenius (1.00,60) Tindra Karjanmaa (59,27)     | 4.01,53  |
| 4×200 m frisim  | Karlstads Simsällskap Miranda Wahlstedt (2.10,20) Linnea Lindberg (2.10,09) Nellie Westerlund (2.12,95) Signe Lindberg (2.10,44) | 8.43,68  | Jönköpings SS Moa Holmquist (2.08,31) Jessika Watanabe (2.12,62) Ida Rudelius (2.14,74) Saga Boråker (2.09,78)     | 8.45,45  | Helsingborgs Simsällskap Vega Vollmer (2.10,07) Cajsa Wöhl (2.12,23) Tyra Littorin (2.09,47) Lovisa Sjöholm (2.14,75)  | 8.46,52  |
| 4×100 m medley  | SK Neptun Sara Lofter (1.07,67) Alice Stenbeck (1.13,30) Lovisa Ramsten (1.04,21) Felicia Klintemar (57,67)                      | 4.22,85  | Jönköpings SS Klara Torén (1.08,58) Saga Boråker (1.11,07) Ida Rudelius (1.05,30) Moa Holmquist (59,13)            | 4.24,08  | Malmö Kappsimningsklubb Alicia Ekelund (1.07,57) Ella Andersson (1.16,40) Tea Winblad (1.04,91) Kristina Orban (58,05) | 4.26,93  |

### Herrar
| Gren            | Guld | Guld     | Silver | Silver   | Brons | Brons    |
| 50 m frisim     | Gustav Olsson Malmö Kappsimningsklubb                                                                                  | 23,77    | Anton Witzell SK Sydsim                                                                                           | 23,93    | Markus Stahre Linköpings Allmänna Simsällskap                                                                        | 24,03    |
| 100 m frisim    | Markus Stahre Linköpings Allmänna Simsällskap                                                                          | 51,90    | Gustav Olsson Malmö Kappsimningsklubb                                                                             | 51,92    | Anton Witzell SK Sydsim                                                                                              | 52,02    |
| 200 m frisim    | Ted Nilsson Landskrona Simsällskap                                                                                     | 1.53,58  | Gustav Olsson Malmö Kappsimningsklubb                                                                             | 1.54,58  | Markus Stahre Linköpings Allmänna Simsällskap                                                                        | 1.55,74  |
| 400 m frisim    | Ted Nilsson Landskrona Simsällskap                                                                                     | 4.04,77  | Axel Gustavsson Lidingö Simklubb                                                                                  | 4.05,66  | Morris Martin SK Neptun                                                                                              | 4.08,20  |
| 800 m frisim    | Axel Gustavsson Lidingö Simklubb                                                                                       | 8.30,08  | Jonatan Eriksson Stockholms KK                                                                                    | 8.35,16  | Morris Martin SK Neptun                                                                                              | 8.37,48  |
| 1 500 m frisim  | Jonatan Eriksson Stockholms KK                                                                                         | 16.30,96 | Axel Gustavsson Lidingö Simklubb                                                                                  | 16.33,45 | Morris Martin SK Neptun                                                                                              | 16.33,99 |
|                 | |          | |          | |          |
| 50 m ryggsim    | Anton Witzell SK Sydsim                                                                                                | 26,80    | Lucas Sterling Västerås Simsällskap                                                                               | 26,94    | Gustav Olsson Malmö Kappsimningsklubb                                                                                | 27,18    |
| 100 m ryggsim   | Lucas Sterling Västerås Simsällskap                                                                                    | 58,42    | Charlie Skoglund Macmillan SK Elfsborg                                                                            | 58,54    | Anton Witzell SK Sydsim                                                                                              | 58,59    |
| 200 m ryggsim   | Lucas Sterling Västerås Simsällskap                                                                                    | 2.09,20  | Melvin Carlsson Kristianstads SLS                                                                                 | 2.10,45  | Markus Stahre Linköpings Allmänna Simsällskap                                                                        | 2.11,53  |
|                 | |          | |          | |          |
| 50 m bröstsim   | Anthon Huasson Ringsjö Simklubb                                                                                        | 29,17    | Alvin Välkki Mölndals allmänna simsällskap                                                                        | 29,40    | Levente Nagy SK Poseidon                                                                                             | 29,57    |
| 100 m bröstsim  | Hjalmar Mueller SK Neptun                                                                                              | 1.05,33  | Vincent Johnson Kristianstads SLS                                                                                 | 1.05,50  | Hugo Westholm Täby Sim                                                                                               | 1.05,65  |
| 200 m bröstsim  | Marcus Nykvist Järfälla Simsällskap                                                                                    | 2.21,51  | Gustav Storell Södertörns SS                                                                                      | 2.22,32  | Hjalmar Mueller SK Neptun                                                                                            | 2.22,77  |
|                 | |          | |          | |          |
| 50 m fjärilsim  | Gustav Olsson Malmö Kappsimningsklubb                                                                                  | 24,72    | Anton Witzell SK Sydsim                                                                                           | 25,30    | Henrik Kraemer SK Elfsborg                                                                                           | 25,33    |
| 100 m fjärilsim | Gustav Olsson Malmö Kappsimningsklubb                                                                                  | 54,98    | Henrik Kraemer SK Elfsborg                                                                                        | 56,16    | Charlie Skoglund Macmillan SK Elfsborg                                                                               | 56,67    |
| 200 m fjärilsim | Gustav Olsson Malmö Kappsimningsklubb                                                                                  | 2.05,42  | Jacob Glans Kristianstads SLS                                                                                     | 2.10,02  | William Erneholm Spårvägen Simförening                                                                               | 2.10,49  |
|                 | |          | |          | |          |
| 200 m medley    | Gustav Olsson Malmö Kappsimningsklubb                                                                                  | 2.07,20  | Gustav Storell Södertörns SS                                                                                      | 2.09,45  | Anton Hegmegi Jönköpings SS                                                                                          | 2.11,00  |
| 400 m medley    | Gustav Storell Södertörns SS                                                                                           | 4.42,39  | Anton Hegmegi Jönköpings SS                                                                                       | 4.45,75  | Ragnar Simonsson Väsby Simsällskap                                                                                   | 4.48,58  |
|                 | |          | |          | |          |
| 4×100 m frisim  | Malmö Kappsimningsklubb Seth Nillund (53,87) Ivar Mengelbier (52,77) Hugo Lennartsson (52,81) Isaac Barrett (51,91)    | 3.31,36  | SK Laxen Erik Olsson (53,95) Petter Bergdahl (53,69) Emil Wannem (53,54) Oscar Bjering (53,16)                    | 3.34,34  | SK Elfsborg Charlie Skoglund Macmillan (52,08) Henrik Kraemer (53,27) Lowe Stenberg (54,84) Kevin Söderqvist (56,36) | 3.36,55  |
| 4×200 m frisim  | Helsingborgs Simsällskap Viggo Holst (1.57,44) Hilding Hallberg (1.56,69) Alan Jovic (1.59,15) Erik Näsström (2.00,55) | 7.53,83  | SK Neptun Morris Martin (1.56,31) Tobias Lindberg (1.59,80) Hjalmar Mueller (2.00,25) Emil Gunnarsson (2.00,53)   | 7.56,89  | Väsby Simsällskap Alexander Arnö (2.00,02) Linus Areblad (2.00,53) Filip Lindeberg (1.58,03) Eddie Peng (2.00,42)    | 7.59,00  |
| 4×100 m medley  | Malmö Kappsimningsklubb Gustav Olsson (58,93) Stefan Ivan (1.06,43) Hugo Lennartsson (57,30) Isaac Barrett (52,01)     | 3.54,67  | Kristianstads SLS Melvin Carlsson (1.00,22) Vincent Johnson (1.04,26) Jacob Glans (56,45) Malte Ljunggren (54,33) | 3.55,26  | SK Neptun Oliver Albinzon (1.00,99) Hjalmar Mueller (1.03,94) Emil Gunnarsson (57,98) Morris Martin (52,58)          | 3.55,49  |

### Mix
| Gren           | Guld | Guld    | Silver | Silver  | Brons | Brons   |
| 4×100 m frisim | Malmö Kappsimningsklubb Isaac Barrett (53,61) Gustav Olsson (51,11) Kristina Orban (57,39) Alicia Ekelund (59,87)   | 3.41,98 | Helsingborgs Simsällskap Erik Näsström (54,39) Alan Jovic (53,45) Vega Vollmer (58,79) Cajsa Wöhl (59,66)        | 3.46,29 | SK Elfsborg Charlie Skoglund Macmillan (52,95) Henrik Kraemer (53,42) Amanda Böhrén (59,90) Clara Sandberg (1.00,35) | 3.46,62 |
| 4×100 m medley | Malmö Kappsimningsklubb Alicia Ekelund (1.07,79) Stefan Ivan (1.06,93) Gustav Olsson (54,56) Kristina Orban (57,53) | 4.06,81 | SK Neptun Oliver Albinzon (1.01,35) Hjalmar Mueller (1.03,74) Lovisa Ramsten (1.04,55) Felicia Klintemar (57,39) | 4.07,03 | Täby Sim Mathilda Sandberg (1.05,57) Hugo Westholm (1.04,99) Leo Güleryüz (58,26) Tindra Karjanmaa (58,92)           | 4.07,74 |